# Thelosia postflavida
Thelosia postflavida är en fjärilsart som beskrevs av Max Wilhelm Karl Draudt 1929. Thelosia postflavida ingår i släktet Thelosia och familjen silkesspinnare. Inga underarter finns listade i Catalogue of Life.